# The Art of Chill 2
The Art of Chill 2 (en español: El arte de chill 2) es un álbum de mezclas presentado por el compositor-productor inglés Jon Hopkins. Fue publicado de manera anticipada el 9 de septiembre de 2005, a través del sello discográfico Platipus. Tuvo una publicación general el 31 de octubre del mismo año, donde Hopkins contribuye con tres canciones.
El álbum doble compila dos horas de canciones realizadas por colegas e influencias musicales suyas como Aphex Twin, Ulrich Schnauss, Biosphere y Brian Eno. A pesar de ser un álbum de mezclas, las canciones para esta compilación ya habían sido escogidas por Simon Berry “Art of Trance”. Esto fue distinto en comparación a la compilación posterior Late Night Tales: Jon Hopkins (2015).

## Lista de canciones
| CD 1 |                         |                                          |          |  |
| N.º  | Título                  | Intérprete(s)                            | Duración |  |
| 1.   | «All Things to All Men» | The Cinematic Orchestra con Roots Manuva | 5:34     |  |
| 2.   | «Swollen»               | Bent                                     | 5:58     |  |
| 3.   | «Train Ride»            | Hubtone                                  | 2:15     |  |
| 4.   | «My Sunset»             | Chris Coco                               | 5:12     |  |
| 5.   | «Wherever You Are»      | Ulrich Schnauss                          | 5:49     |  |
| 6.   | «Sensorium»             | Delerium                                 | 1:15     |  |
| 7.   | «Tha»                   | Aphex Twin                               | 5:29     |  |
| 8.   | «Cold Out There»        | Jon Hopkins                              | 3:29     |  |
| 9.   | «Toucan»                | Union Jack                               | 4:39     |  |
| 10.  | «Kobresia»              | Biosphere                                | 4:34     |  |
| 11.  | «And Then So Clear»     | Brian Eno                                | 5:41     |  |
| 12.  | «Don't Look Back»       | Bliss                                    | 4:41     |  |
| 13.  | «Khanada»               | Reporter                                 | 4:46     |  |

| CD 2 |                                         |                             |          |  |
| N.º  | Título                                  | Intérprete(s)               | Duración |  |
| 1.   | «Hide and Seek»                         | Imogen Heap                 | 4:17     |  |
| 2.   | «Monday - Paracetemol»                  | Ulrich Schnauss             | 6:36     |  |
| 3.   | «Cold Water Music»                      | Aim                         | 5:27     |  |
| 4.   | «Venice»                                | Reporter                    | 5:25     |  |
| 5.   | «The Return»                            | Bliss                       | 6:02     |  |
| 6.   | «The Other World»                       | Jakatta                     | 5:19     |  |
| 7.   | «Losing My Mind»                        | Honeyroot                   | 2:45     |  |
| 8.   | «Love Movement (Ulrich Schnauss Remix)» | Justin Roberston            | 4:27     |  |
| 9.   | «Second Sense»                          | Jon Hopkins con Imogen Heap | 5:12     |  |
| 10.  | «Life is Beautiful»                     | A Reminiscent Drive         | 3:00     |  |
| 11.  | «Hayling»                               | FC Kahuna                   | 3:22     |  |
| 12.  | «Eclisse»                               | Nu NRG                      | 3:59     |  |
| 13.  | «Heavy Mellow (Jon Hopkins Remix)»      | Chris Coco                  | 7:04     |  |